# Pissi (Nobéré)
Pour les articles homonymes, voir Pissi.
Pissi est une commune rurale située dans le département de Nobéré de la province du Zoundwéogo dans la région Centre-Sud au Burkina Faso.

## Géographie
Pissi est localisé à 7,5 km au nord de Nobéré. Le village est traversé par la route nationale 5.

## Santé et éducation
Le centre de soins le plus proche de Pissi est le centre de santé et de promotion sociale (CSPS) de Séloghin tandis que le centre médical (CMA) le plus proche se trouve à Manga.
Le village possède une école primaire publique.